# Corrupção em Montenegro
Nos últimos anos, o Montenegro aumentou os seus esforços para implementar as medidas preventivas e legislativas necessárias para conter a corrupção. Por exemplo, as disposições antis-suborno do Código Penal, bem como as leis sobre lavagem de dinheiro, conflito de interesses, acesso à informação e financiamento político foram reforçadas, enquanto as atividades de conscientização e treinamento de funcionários públicos em padrões de integridade foram reforçadas foi intensificado.
No entanto, a corrupção continua sendo um problema sério no país. A Comissão Europeia constata no seu Relatório de Progresso de 2013 que a eficiência na luta contra a corrupção é limitada por alterações legislativas frequentes e pela atitude negligente das autoridades responsáveis pela aplicação da lei para investigar alegações de corrupção, especialmente as que envolvem funcionários de alto nível.

## Áreas
No Relatório de Competitividade Global do Fórum Econômico Mundial 2013–2014, os executivos entrevistados classificam o acesso ao financiamento, corrupção e burocracia ineficiente como os fatores mais problemáticos para fazer negócios em Montenegro. O suborno ativo e passivo é proibido pelo Código Penal Montenegrino, e os funcionários do governo estão sujeitos a requisitos mais rigorosos nos termos da Lei de Prevenção de Conflitos de Interesse, que estipula que eles só podem receber presentes apropriados de pequeno valor (não excedendo o valor de EUR 50).
O Índice de Percepção de Corrupção de 2017 da Transparency International classificou o país em 64º lugar entre 180 países.